# Martial Gueroult
Martial Gueroult, nacido en Havre el 15 de diciembre de 1891 y fallecido en París el 13 de agosto de 1976, fue un filósofo e historiador de la filosofía, en particular de la filosofía del siglo XVII.

## Biografía
Enseñó en Estrasburgo, luego en la Sorbonne, finalmente en el Collège de France de 1951 a 1963, donde fue el sucesor de Étienne Gilson. Da a su cátedra el curioso nombre de "Histoire et technologie des systèmes philosophiques".

## Obra
La obra de Guéroult está marcada por dos características:
- un afán detallista en la historia de la filosofía, que no es "menos noble" que la producción filosófica;
- un gran rigor y exigencia de sistematicidad (o enfoque estructural, o, según las palabras de Canguilhem, "internalismo"), rechazando todo recurso filosófico a la trascendencia.

### Historia de la filosofía
Gueroult escribió muchas obras de historia de la filosofía, entre las cuales algunas se convirtieron en libros de consulta obligada:
- L'Antidogmatisme de Kant et de Fichte, 1920
- La Philosophie transcendantale de Salomon Maimon, 1929
- L’Évolution et la structure de la doctrine de la science chez Fichte, 1930
- Leibniz, Dynamique et métaphysique. Suivi d'une note sur le principe de la moindre action chez Maupertuis, 1934
- Étendue et psychologie chez Malebranche, 1939
- Berkeley. Quatre études sur la perception et sur Dieu, 1956
- Malebranche, 1953-1958
- Descartes selon l'ordre des raisons, 1953
  - tome 1 : L'Âme et Dieu
  - tome 2 : L'Âme et le corps
- Spinoza, 1968-1974
  - tome 1 : Dieu (Éthique, livre I)
  - tome 2 : L'Âme (Éthique, livre II)
- Études sur Fichte, 1979

El libro sobre Spinoza no fue concluido, pues Gueroult enfrentó dificultades en la transición del libro II al libro III de la Ética. Murió antes de poder reescribirlo. En su obra, Gueroult se empeña en demostrar cómo el discurso filosófico puede omitir la referencia a la trascendencia: se constituye entonces a sí mismo siguiendo su propia lógica interna.

### Polémica acerca de Descartes
Una polémica lo enfrentó a Ferdinand Alquié acerca de Descartes: Guéroult lo estudiaba según el orden de las razones, es decir, de manera sistemática, mientras que Alquié lo hacía como una trayectoria existencial.

## Dianoématique
Como historiador de la filosofía, Gueroult estudió a los grandes autores, pero como filósofo no dejó de interesarse a las condiciones de posibilidad de una historia de la filosofía en general.
La obra más importante de Gueroult es la Dianoématique; pero murió antes de terminarla. Esta consta de dos libros:
- libro 1 : Histoire de l'histoire de la philosophie
  - volumen 1 : En Occident, des origines jusqu'à Condillac, 1984
  - volumen 2 : En Allemagne, de Leibniz à nos jours, 1988
  - volumen 3 : En France, de Condorcet à nos jours, 1988
- libro 2 : Philosophie de l'histoire de la philosophie, 1979

El segundo libro se pregunta cómo es posible una historia de la filosofía, dado que el ejercicio filosófico tiene aspiraciones contradictorias: estudiar las verdades eternas y aprender de la historia como una escuela de escepticismo.

## Influencia
Gueroult ejerció una gran influencia sobre:
- Pierre Bourdieu, que redactó una tesina bajo su dirección acerca las Animadversiones de Leibniz;
- Gilles Deleuze, que admira sus libros sobre Spinoza, Leibniz, Malebranche y su rigor científico;
- Michel Foucault, por el rigor del análisis de los sistemas filosóficos;
- Geneviève Rodis-Lewis;
- Jules Vuillemin, que se consideraba su discípulo.